# Крофтон (Небраска)
Крофтон (англ. Crofton) — місто (англ. city) в США, в окрузі Нокс штату Небраска. Населення — 756 осіб (2020).

## Географія
Крофтон розташований за координатами 42°43′54″ пн. ш. 97°29′55″ зх. д. / 42.73167° пн. ш. 97.49861° зх. д. (42.731615, -97.498615).  За даними Бюро перепису населення США в 2010 році місто мало площу 1,66 км², уся площа — суходіл.

## Демографія
Згідно з переписом 2010 року, у місті мешкало 726 осіб у 319 домогосподарствах у складі 203 родин. Густота населення становила 438 осіб/км².  Було 361 помешкання (218/км²).
Расовий склад населення:
| - 98,3 % — білих - 1,0 % — корінних американців - 0,1 % — азіатів |

До двох чи більше рас належало 0,3 %. Частка іспаномовних становила 0,8 % від усіх жителів.
За віковим діапазоном населення розподілялося таким чином: 25,5 % — особи молодші 18 років, 52,3 % — особи у віці 18—64 років, 22,2 % — особи у віці 65 років та старші. Медіана віку мешканця становила 43,1 року. На 100 осіб жіночої статі у місті припадало 86,2 чоловіків;  на 100 жінок у віці від 18 років та старших — 90,5 чоловіків також старших 18 років.
Середній дохід на одне домашнє господарство  становив 61 109 доларів США (медіана — 46 250), а середній дохід на одну сім'ю — 64 135 доларів (медіана — 60 625). За межею бідності перебувало 8,5 % осіб, у тому числі 10,8 % дітей у віці до 18 років та 7,4 % осіб у віці 65 років та старших.
Цивільне працевлаштоване населення становило 373 особи. Основні галузі зайнятості: виробництво — 23,1 %, освіта, охорона здоров'я та соціальна допомога — 22,8 %, роздрібна торгівля — 13,1 %, мистецтво, розваги та відпочинок — 10,2 %.